# Concordat
Un concordat és un acord en forma de tractat entre el poder temporal i els representants de l'església catòlica. A l'edat mitjana el terme es feia servir per a tota mena d'acords entre els bisbes i els governadors feudals. Des del segle xv, el terme es limita als tractats internacionals entre un estat sobirà i la Santa Seu. Uns concordats destacats:
- Concordat de Worms el 1122 amb el Sacre Imperi
- Concordat del 1801 amb Napoleó
- Concordat del 1953 que va confirmar el nacionalcatolicisme a l'estat espanyol sota el franquisme[2]

## Exemples de concordats

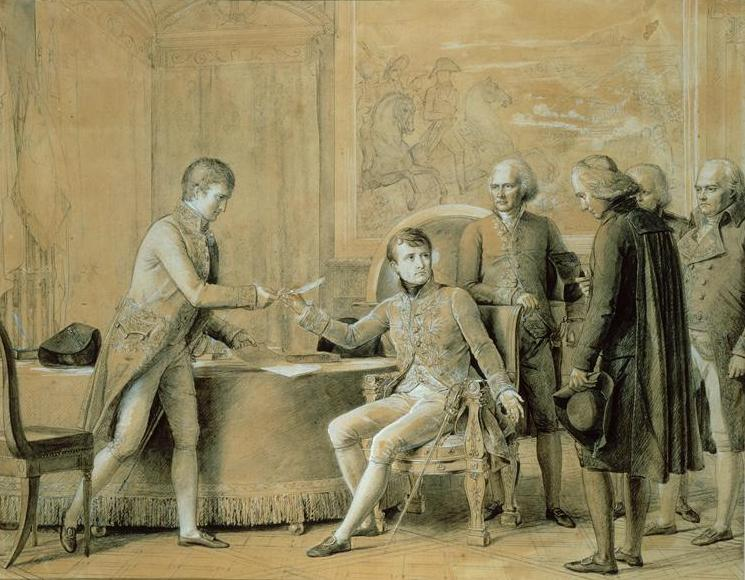
Signatura del Concordat entre França i la Santa Seu, 15 de juliol del 1801

- El Concordat de 1801 va ser un acord entre Napoleó i el papa Pius VII. Durant la Revolució Francesa, l'Assemblea Nacional havia pres propietats de l'Església i va dictar la Constitució Civil del Clergat. Les lleis posteriors abolien les festes cristianes.[3] Molts religiosos havien marxat a l'exili o havien estat executats durant el regnat del terror. L'Església va renunciar a les reclamacions sobre terres confiscades després de 1790, però es va assegurar el dret al culte públic, subjecte a qualsevol problema de seguretat pública per part del prefecte local. Napoleó va poder pacificar els catòlics francesos, tot limitant la influència del papat a França. Mentre el Concordat restablí alguns lligams amb el papat, va afavorir en gran manera l'estat.[4] Al cap d'un any, Napoleó va modificar unilateralment l'acord amb els articles orgànics legislatius de la pràctica religiosa.

Alguns concordats garanteixen a l'Església catòlica l'estat exempta d'impostos d'una entitat benèfica, essent de fet la institució benèfica més gran del món, ja que ho indiqui explícitament, com al Brasil (article 15 de 2008) i Itàlia (1984, Article 7.3), o frasejant-la indirectament, com a Portugal (2004, art. 12).
Quan hi ha la voluntat política, aquests privilegis concordats poden ampliar-se per la legislació nacional. El 1992, l'exempció fiscal atorgada a l'Església pel concordat italià va ser interpretada per una llei que permet a l'Església catòlica evitar el 90% del que deu a l'estat per les seves activitats comercials. Per tant, un petit santuari dins de les parets d'un cinema, un resort de vacances, una botiga, un restaurant o un hotel és suficient per conferir exempció religiosa. Al juny del 2007, Neelie Kroes, la comissària europea de competència va anunciar una investigació al respecte. Aleshores, a l'agost, el viceministre de finances de la fràgil coalició de centreesquerra de Romano Prodi va dir que s'havia d'abordar la qüestió en els pressupostos de l'any vinent. Tot i això, després d'això no es va saber res més sobre això de la Comissió Barroso i uns mesos després va caure el govern de Prodi.
El concordat eslovac (2000, art. 20.2) assegura que les ofertes de l'església no estan "subjectes a tributació ni a l'exigència de responsabilitat pública".
Aquest és el cas també a Costa d'Ivori, on hi ha sumes molt més grans. La basílica de Yamoussoukro, ha estimat que ha costat 300 milions de dòlars, i les despeses de funcionament addicionals per a la que és l'església més gran del món també estan protegides del control del concordat de 1992 conclòs amb el president d'Ivori. Houphouët-Boigny va afirmar que aquests fons provenien de la seva fortuna privada. Es diu que un oficial del Vaticà ha cridat l'acord sobre la fundació creada per administrar aquests fons "un assumpte delicat". No obstant això, aquest concordat garanteix que els ingressos i els actius de la fundació romanen sense gravatar (art. 9.1), que manté aquests fons fora de l'abast del dret penal i civil (art. 7.1), i permet que aquests diners siguin enviats fora del país (art. 13.2) i guarda tots els documents de la fundació "inviolables", és a dir, secrets (art. 8).
A Colòmbia es va produir una crisi entre estat i església el 1994, quan el fiscal general Gustavo de Greiff va acusar diversos bisbes de tenir contactes il·legals amb les guerrilles de les FARC. Va resultar que, sota el concordat de Colòmbia amb la Santa Seu, els membres del clergat només podien ser investigats per tribunals eclesiàstics que es regeixen pel dret canònic, i que els bisbes eren, doncs, immuns de la investigació de les autoritats civils sobre allò que molts colombians consideraven ésser un greu delicte.